# Mistrzostwa Świata w Piłce Nożnej Kobiet 2011 (eliminacje strefy UEFA)
Eliminacje strefy UEFA do Mistrzostw Świata w piłce nożnej kobiet 2011 odbyły się w dniach od 15 sierpnia 2009 do 16 września 2010 i wzięło w nich udział 41 europejskich, żeńskich reprezentacji piłkarskich. 
Eliminacje te wyłoniły finalistów strefy UEFA ww. mistrzostw. 
41 reprezentacji podzielonych zostało na 8 grup. Wszystkie drużyny w danej grupie rozegrały mecz oraz rewanż z każdym przeciwnikiem w grupie. Zwycięzcy grup zostali następnie rozlosowani do baraży, które zostały rozegrane na zasadzie dwumeczu. Zwycięzcy zostali automatycznie zakwalifikowani do Mistrzostw Świata natomiast przegrani rozegrali miniturniej, który wyłonił reprezentację, która rozegrała baraż z trzecią reprezentacją w eliminacjach strefy CONCACAF.

## Grupa 1
| Zespół            | Pkt | M  | W  | R | P | Br+ | Br- | +/- |
| ----------------- | --- | -- | -- | - | - | --- | --- | --- |
| Francja           | 30  | 10 | 10 | 0 | 0 | 50  | 0   | +50 |
| Islandia          | 24  | 10 | 8  | 0 | 2 | 33  | 3   | +30 |
| Irlandia Północna | 11  | 10 | 3  | 0 | 5 | 8   | 16  | -8  |
| Estonia           | 10  | 10 | 3  | 1 | 6 | 7   | 44  | -37 |
| Serbia            | 9   | 10 | 2  | 3 | 5 | 7   | 19  | -12 |
| Chorwacja         | 2   | 10 | 0  | 2 | 8 | 4   | 27  | -23 |

## Grupa 2
| Zespół    | Pkt | M | W | R | P | Br+ | Br- | +/- |
| --------- | --- | - | - | - | - | --- | --- | --- |
| Norwegia  | 22  | 8 | 7 | 1 | 0 | 39  | 2   | +37 |
| Holandia  | 17  | 8 | 5 | 2 | 1 | 30  | 7   | +23 |
| Białoruś  | 13  | 8 | 4 | 1 | 3 | 17  | 13  | +3  |
| Słowacja  | 6   | 8 | 2 | 0 | 6 | 15  | 13  | +2  |
| Macedonia | 0   | 8 | 0 | 0 | 8 | 3   | 68  | -65 |

## Grupa 3
| Zespół   | Pkt | M | W | R | P | Br+ | Br- | +/- |
| -------- | --- | - | - | - | - | --- | --- | --- |
| Dania    | 20  | 8 | 6 | 2 | 0 | 45  | 0   | +45 |
| Szkocja  | 19  | 8 | 6 | 1 | 1 | 24  | 5   | +19 |
| Grecja   | 9   | 8 | 3 | 0 | 5 | 11  | 20  | -9  |
| Bułgaria | 8   | 8 | 2 | 2 | 4 | 9   | 25  | -16 |
| Gruzja   | 1   | 8 | 0 | 1 | 7 | 3   | 42  | -39 |

## Grupa 4
| Zespół               | Pkt | M | W | R | P | Br+ | Br- | +/- |
| -------------------- | --- | - | - | - | - | --- | --- | --- |
| Ukraina              | 17  | 8 | 5 | 2 | 1 | 24  | 9   | +15 |
| Polska               | 16  | 8 | 5 | 1 | 2 | 18  | 8   | +9  |
| Węgry                | 15  | 8 | 4 | 3 | 1 | 15  | 10  | +5  |
| Rumunia              | 8   | 8 | 2 | 2 | 4 | 14  | 13  | +1  |
| Bośnia i Hercegowina | 0   | 8 | 0 | 0 | 8 | 0   | 30  | -30 |

## Grupa 5
| Zespół    | Pkt | M | W | R | P | Br+ | Br- | +/- |
| --------- | --- | - | - | - | - | --- | --- | --- |
| Anglia    | 22  | 8 | 7 | 1 | 0 | 30  | 2   | +28 |
| Hiszpania | 19  | 8 | 6 | 1 | 1 | 37  | 4   | +33 |
| Austria   | 10  | 8 | 3 | 1 | 4 | 14  | 12  | +2  |
| Turcja    | 7   | 8 | 2 | 1 | 5 | 10  | 23  | -13 |
| Malta     | 0   | 8 | 0 | 0 | 8 | 1   | 51  | -50 |

## Grupa 6
| Zespół     | Pkt | M | W | R | P | Br+ | Br- | +/- |
| ---------- | --- | - | - | - | - | --- | --- | --- |
| Szwajcaria | 21  | 8 | 7 | 0 | 1 | 28  | 6   | +22 |
| Rosja      | 19  | 8 | 6 | 1 | 1 | 30  | 6   | +24 |
| Irlandia   | 13  | 8 | 4 | 1 | 3 | 12  | 10  | +2  |
| Izrael     | 6   | 8 | 2 | 0 | 6 | 4   | 24  | -20 |
| Kazachstan | 0   | 8 | 0 | 0 | 8 | 4   | 32  | -28 |

## Grupa 7
| Zespół     | Pkt | M | W | R | P | Br+ | Br- | +/- |
| ---------- | --- | - | - | - | - | --- | --- | --- |
| Włochy     | 22  | 8 | 7 | 1 | 0 | 38  | 3   | +35 |
| Finlandia  | 19  | 8 | 6 | 1 | 1 | 25  | 6   | +19 |
| Portugalia | 12  | 8 | 4 | 0 | 4 | 17  | 10  | +7  |
| Słowenia   | 6   | 8 | 2 | 0 | 6 | 7   | 27  | -20 |
| Armenia    | 0   | 8 | 0 | 0 | 8 | 1   | 42  | -41 |

## Grupa 8
| Zespół      | Pkt | M | W | R | P | Br+ | Br- | +/- |
| ----------- | --- | - | - | - | - | --- | --- | --- |
| Szwecja     | 22  | 8 | 7 | 1 | 0 | 36  | 3   | +33 |
| Czechy      | 13  | 8 | 4 | 1 | 3 | 19  | 6   | +13 |
| Belgia      | 10  | 8 | 3 | 1 | 4 | 18  | 13  | +5  |
| Walia       | 9   | 8 | 3 | 0 | 5 | 23  | 16  | -7  |
| Azerbejdżan | 4   | 8 | 1 | 1 | 6 | 2   | 60  | -58 |

## Baraże

### Bezpośredni awans
| Drużyna 1                            | Wynik dwumeczu | Drużyna 2  | Pierwszy mecz | Drugi mecz |
| ------------------------------------ | -------------- | ---------- | ------------- | ---------- |
| Francja                              | 3:2            | Włochy     | 0:0           | 3:2        |
| Anglia                               | 5:2            | Szwajcaria | 2:0           | 3:2        |
| Ukraina                              | 0:3            | Norwegia   | 0:1           | 0:2        |
| Szwecja                              | 4:3            | Dania      | 2:1           | 2:2        |
| Po lewej gospodarz pierwszego meczu. |                |            |               |            |

#### Repasaże
Runda 1
| Drużyna 1                            | Wynik dwumeczu | Drużyna 2  | Pierwszy mecz | Drugi mecz |
| ------------------------------------ | -------------- | ---------- | ------------- | ---------- |
| Dania                                | 1:3            | Szwajcaria | 1:3           | 0:0        |
| Ukraina                              | 0:3            | Włochy     | 0:3           | 0:0        |
| Po lewej gospodarz pierwszego meczu. |                |            |               |            |

Runda 2
| Drużyna 1                            | Wynik dwumeczu | Drużyna 2  | Pierwszy mecz | Drugi mecz |
| ------------------------------------ | -------------- | ---------- | ------------- | ---------- |
| Włochy                               | 5:2            | Szwajcaria | 1:0           | 4:2        |
| Po lewej gospodarz pierwszego meczu. |                |            |               |            |

## Najlepsze strzelczynie
| Zawodniczka               | Bramki | Państwo   |
| ------------------------- | ------ | --------- |
| Adriana Martín            | 16     | Hiszpania |
| Gaëtane Thiney            | 11     | Francja   |
| Margrét Lára Viðarsdóttir | 10     | Islandia  |
| Johanna Rasmussen         | 9      | Dania     |
| Isabell Lehn Herlovsen    | 9      | Norwegia  |
| Marie-Laure Delie         | 9      | Francja   |
| Sylvia Smit               | 8      | Holandia  |
| Patrizia Panico           | 8      | Włochy    |
| Pamela Conti              | 8      | Włochy    |
| Sonia Bermúdez            | 7      | Hiszpania |
| Cathrine Paaske-Sørensen  | 7      | Dania     |
| Holmfridur Magnusdottir   | 7      | Islandia  |
| Melania Gabbiadini        | 7      | Włochy    |
| Laura Österberg Kalmari   | 7      | Finlandia |
| Agnieszka Winczo          | 7      | Polska    |